# Erika Steinbach
Erika Steinbach (født 25. juli 1943 i Rahmel, Vest-Preussen (nu Rumia, Polen)) er en tysk politiker (CDU). Hun har fra 1990 været medlem af Forbundsdagen og fra 1998 været præsident for Bund der Vertriebenen. Steinbach er medlem af Forbundsdagens komité for menneskerettigheder og humanitærhjælp, og er CDU/CSU-fraktionens talskvinde for menneskerettigheder og humanitærhjælp. Fra 2000 har hun været medlem af CDUs føderale styre (Bundesvorstand).

## Liv
Erika Steinbach blev født i 1943 som datter af en Luftwaffesergent fra Hanau, med schlesiske rødder, som var stationeret i Rahmel. Moren stammede fra Bremen. I januar 1945 flygtede moren med Erika og hendes tre måneder gamle søster fra Rahmel til Slesvig-Holsten. Efter at have tilbragt fem år i en flygtningelejr klarede familien i 1950 at tage til Hanau i 1950, hvor Erika Steinbach voksede op.
Efter privat musikstudium (violin) arbejdede hun som musiker i koncertorkestre, før hun studerede informatik og forvaltningsvidenskab, og jobbet som projektleder for automatiseringen af bibliotekerne i Hessen.
I 1974 blev hun medlem af CDU, og fra 1977 til 1990 var hun fraktionsassistent for CDU's fraktion i bystyret i Frankfurt. I 1990 blev hun valgt ind i Forbundsdagen, det tyske parlament, over landslisten i Hessen. Hun blev genvalgt i alle efterfølgende valg, og er nu en af to direkte kandidater valgt fra Frankfurt.
I 2000 blev hun valgt ind i CDU's føderale styre. Hun er også medlem af styret i Landsmannschaft Westpreußen og ZDF-fjernsynsrådet. Fra 1994 har hun været medlem af Goethe-Institut.
Et af hendes vigtigste politiske mål er opførelsen af et Zentrum gegen Vertreibungen i Berlin. Hun er leder for stiftelsen af samme navn, som blev grundlagt i september 2000 sammen med den fremtrædende SPD-politiker Peter Glotz.
Steinbach har været gift med dirigenten Helmut Steinbach siden 1972. Hun er protestantisk og tilhører den såkaldte gammellutherske kirke, dannet i protest mod sammenlægningen af den lutherske og calvinistiske kirke.
Sammen med Peter Glotz tog hun i 2003 initiativ til oprettelsen af Franz Werfels menneskerettighedspris, hvor hun er jurymedlem, sammen med bl.a. Otto von Habsburg, Klaus Hänsch og Otto Graf Lambsdorff. Prisen deles ud hvert andet år og gik i 2009 til Herta Müller.
9. juli 2009 blev hun tildelt Den bayerske fortjenstorden af statsminister i Bayern Horst Seehofer, for sit arbejde for ofrene for fordrivelsens rettigheder.